# 22656 Ааронбарроуз
22656 Ааронбарроуз (22656 Aaronburrows) — астероїд головного поясу, відкритий 17 серпня 1998 року.
Тіссеранів параметр щодо Юпітера — 3,464.